# Specie di Vriesea
Elenco delle Specie di Vriesea:

## A
- Vriesea agostiniana E.Pereira

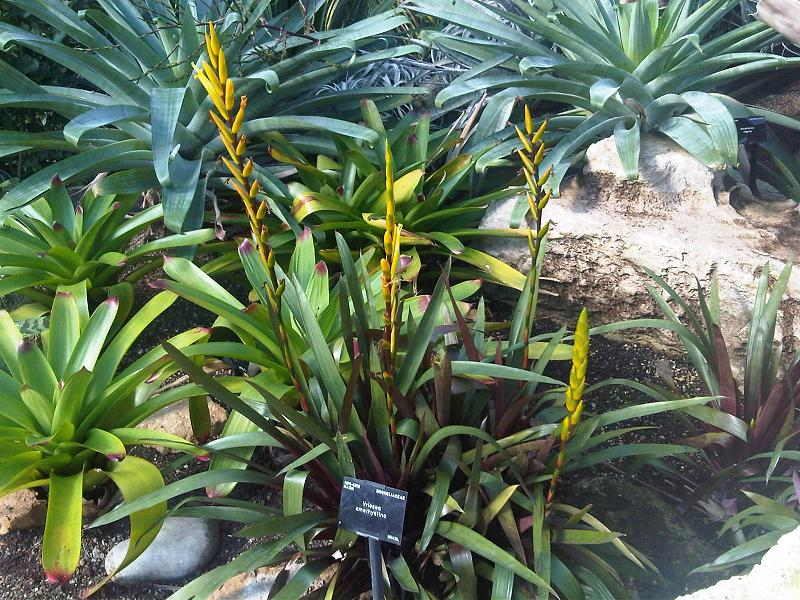
Vriesea amethystina

- Vriesea alta (Baker) É.Morren ex Mez
- Vriesea altimontana E.Pereira & Martinelli
- Vriesea altodaserrae L.B.Sm.
- Vriesea altomacaensis A.Costa
- Vriesea altomayoensis H.Luther & K.F.Norton
- Vriesea amethystina É.Morren
- Vriesea andaraiensis Leme
- Vriesea andreettae Rauh
- Vriesea appendiculata (L.B.Sm.) L.B.Sm.
- Vriesea arachnoidea A.Costa
- Vriesea arpocalyx (André) L.B.Sm.
- Vriesea atra Mez
- Vriesea atrococcinea Rauh
- Vriesea atropurpurea Silveira
- Vriesea aureoramosa F.P.Uribbe & A.F.Costa

## B
- Vriesea bahiana Leme

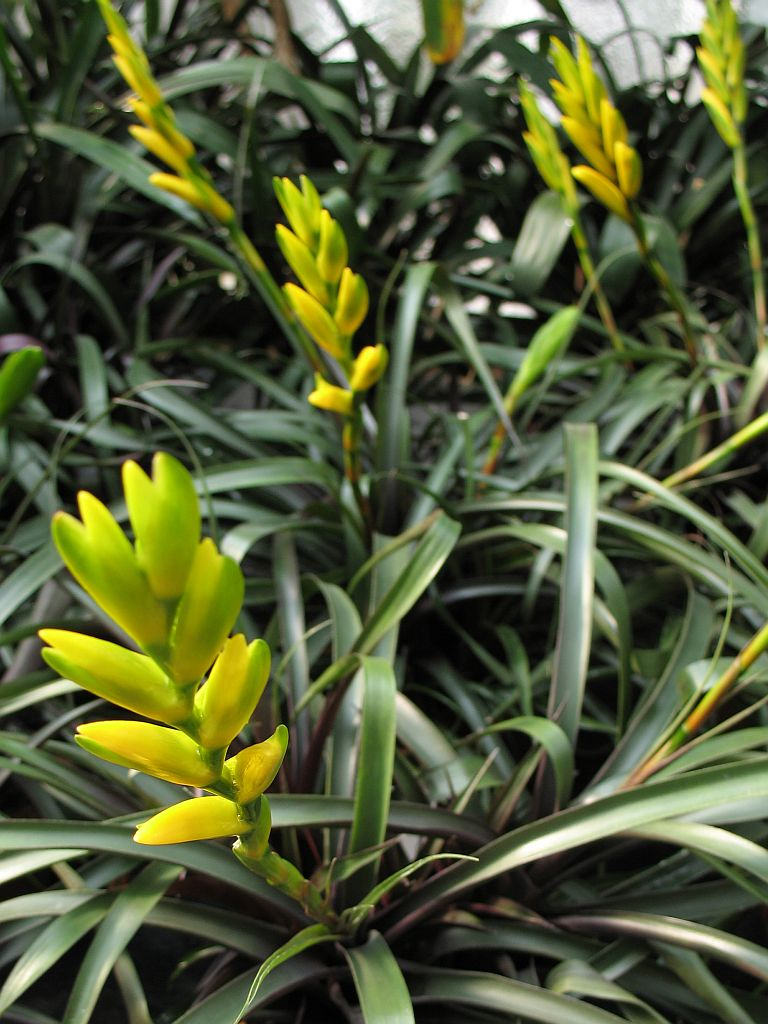
Vriesea bleheri

- Vriesea barbosae J.A.Siqueira & Leme
- Vriesea barilletii É.Morren
- Vriesea baturitensis Versieux & Tomaz
- Vriesea biguassuensis Reitz
- Vriesea billbergioides É.Morren ex Mez
- Vriesea bituminosa Wawra
- Vriesea blackburniana Leme
- Vriesea bleheri Roeth & W.Weber
- Vriesea boeghii H.E.Luther
- Vriesea breviscapa (E.Pereira & I.A.Penna) Leme
- Vriesea × brueggemannii J.Z.Matos, M.B.Crespo & Juan
- Vriesea brusquensis Reitz

## C
- Vriesea cacuminis L.B.Sm.
- Vriesea calimaniana Leme & W.Till
- Vriesea capixabae Leme
- Vriesea carinata Wawra

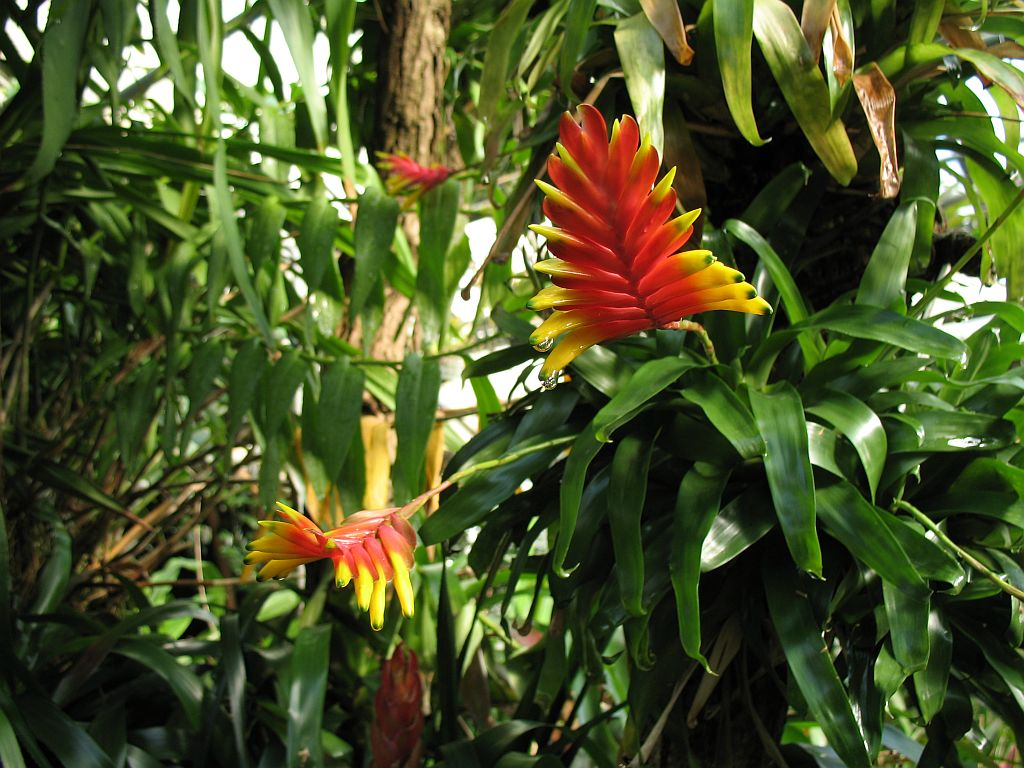
Vriesea carinata

- Vriesea carmeniae R.L.Moura & A.F.Costa
- Vriesea castaneobulbosa (Mez & Wercklé) J.R.Grant
- Vriesea cathcartii H.Luther
- Vriesea cearensis L.B.Sm.
- Vriesea cereicola (Mez) L.B.Sm.
- Vriesea chapadensis Leme
- Vriesea cipoensis O.B.C.Ribeiro, C.C.Paula & Guarçoni
- Vriesea claudiana Leme, Trind.-Lima & O.B.C.Ribeiro
- Vriesea clausseniana (Baker) Mez
- Vriesea colnagoi E.Pereira & Penna
- Vriesea comata (Mez & Wercklé) L.B.Sm. & Pittendr.
- Vriesea confusa L.B.Sm.
- Vriesea corcovadensis (Britton) Mez
- Vriesea correia-arauji E.Pereira & Penna
- Vriesea crassa Mez
- Vriesea curvispica Rauh
- Vriesea cylindrica L.B.Sm.

## D
- Vriesea debilis Leme
- Vriesea declinata Leme
- Vriesea delicatula L.B.Sm.
- Vriesea densiflora Mez
- Vriesea diamantinensis Leme
- Vriesea dictyographa Leme

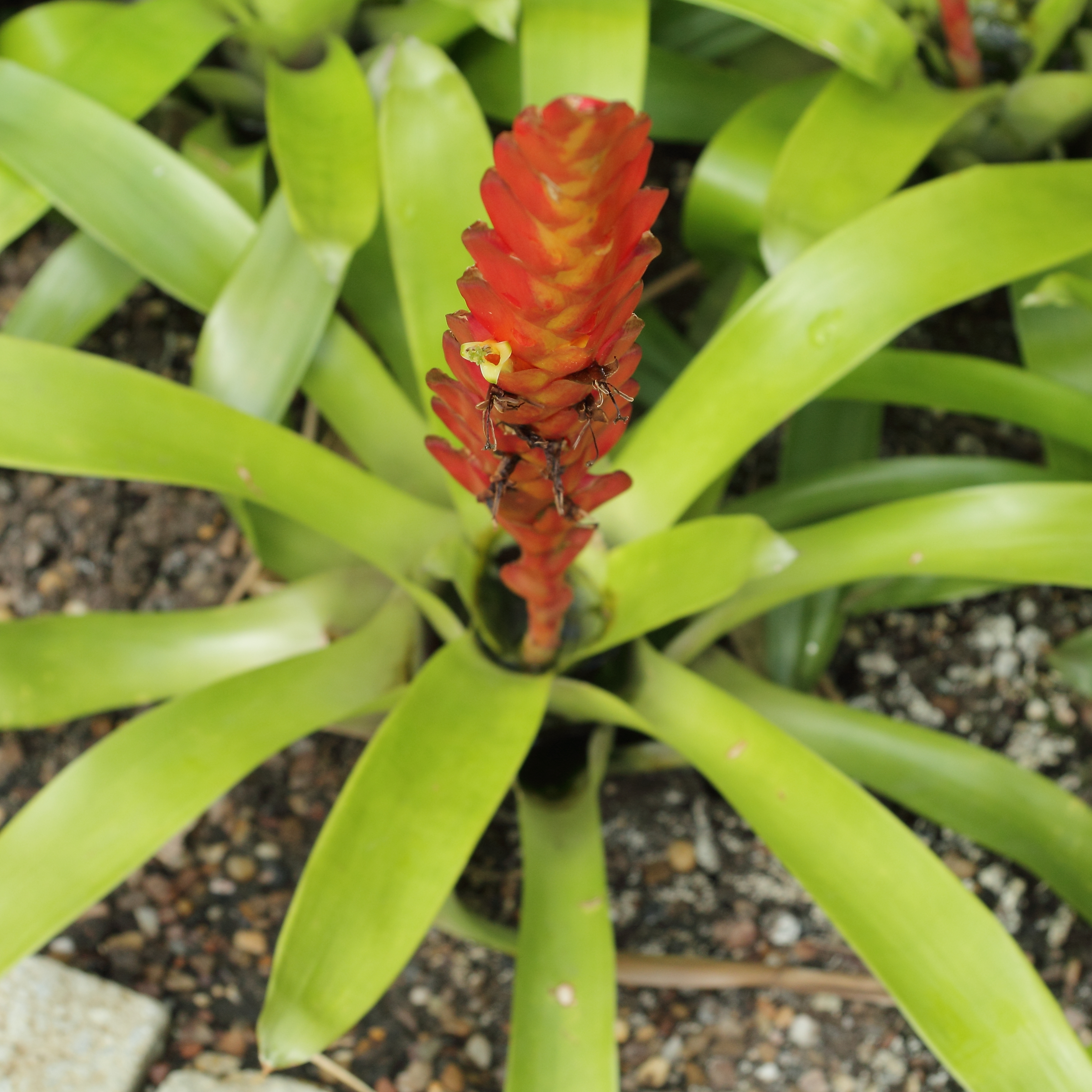
Vriesea duvaliana

- Vriesea dissitiflora (C.Wright) Mez
- Vriesea drepanocarpa (Baker) Mez
- Vriesea drewii L.B.Sm.
- Vriesea dubia (L.B.Sm.) L.B.Sm.
- Vriesea duidae (L.B.Sm.) Gouda
- Vriesea duvaliana É.Morren

## E
- Vriesea elata (Baker) L.B.Sm.
- Vriesea eltoniana E.Pereira & Ivo
- Vriesea ensiformis (Vell.) Beer
- Vriesea erythrodactylon (É.Morren) É.Morren ex Mez
- Vriesea exaltata Leme

## F
- Vriesea fenestralis Linden & André
- Vriesea fibrosa L.B.Sm.
- Vriesea fidelensis Leme
- Vriesea flammea L.B.Sm.

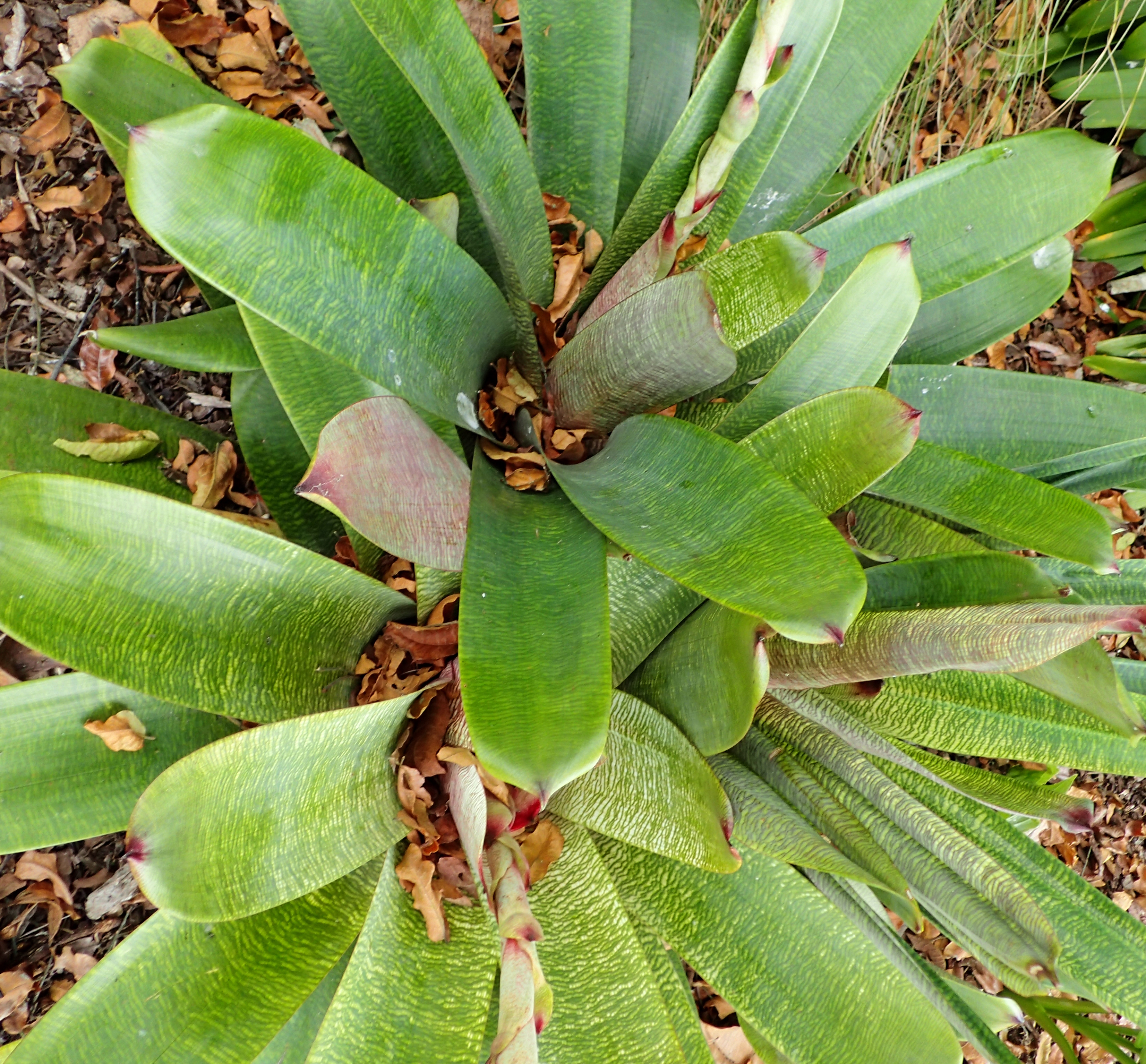
Vriesea fenestralis

- Vriesea flava And.Costa, H.Luther & Wand.
- Vriesea fluminensis E.Pereira
- Vriesea fluviatilis Kessous & A.F.Costa
- Vriesea fontanae Fraga & Leme
- Vriesea fontourae B.R.Silva
- Vriesea fosteriana L.B.Sm.
- Vriesea fradensis And.Costa
- Vriesea freicanecana J.A.Siqueira & Leme
- Vriesea friburgensis Mez

## G
- Vriesea garlippiana Leme

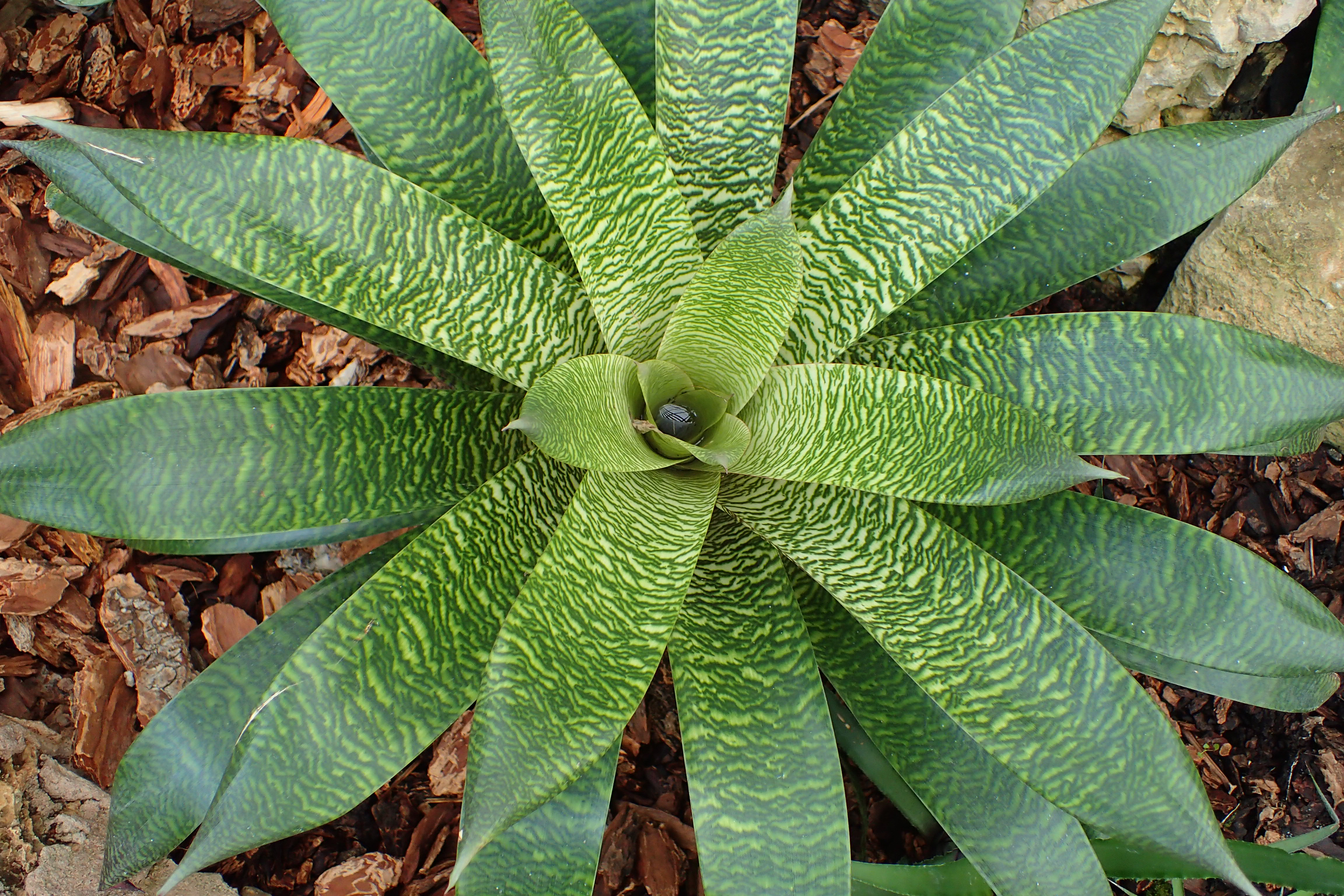
Vriesea gigantea

- Vriesea gelatinosa R.L.Moura & A.F.Costa
- Vriesea gigantea Gaudich.
- Vriesea gladioflammans E.Pereira & Reitz
- Vriesea gracilior (L.B.Sm.) Leme
- Vriesea graciliscapa W.Weber
- Vriesea gradata (Baker) Mez
- Vriesea grandiflora Leme
- Vriesea guttata Linden & André

## H

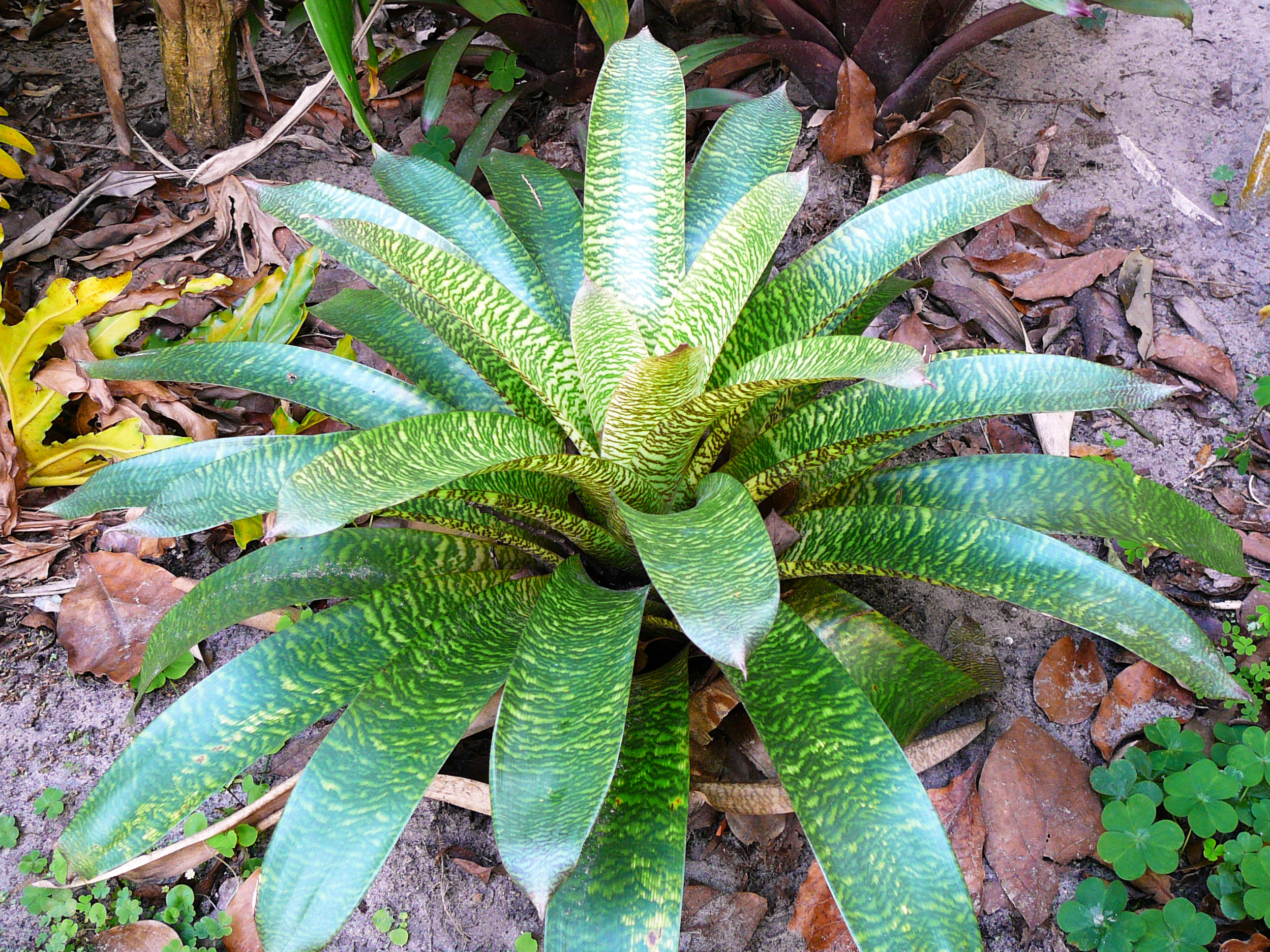
Vriesea hieroglyphica

- Vriesea harmsiana (L.B.Sm.) L.B.Sm.
- Vriesea heterostachys (Baker) L.B.Sm.
- Vriesea hieroglyphica (Carrière) É.Morren
- Vriesea hitchcockiana (L.B.Sm.) L.B.Sm.
- Vriesea hodgei L.B.Sm.
- Vriesea hoehneana L.B.Sm.
- Vriesea hydrophora Ule

## I

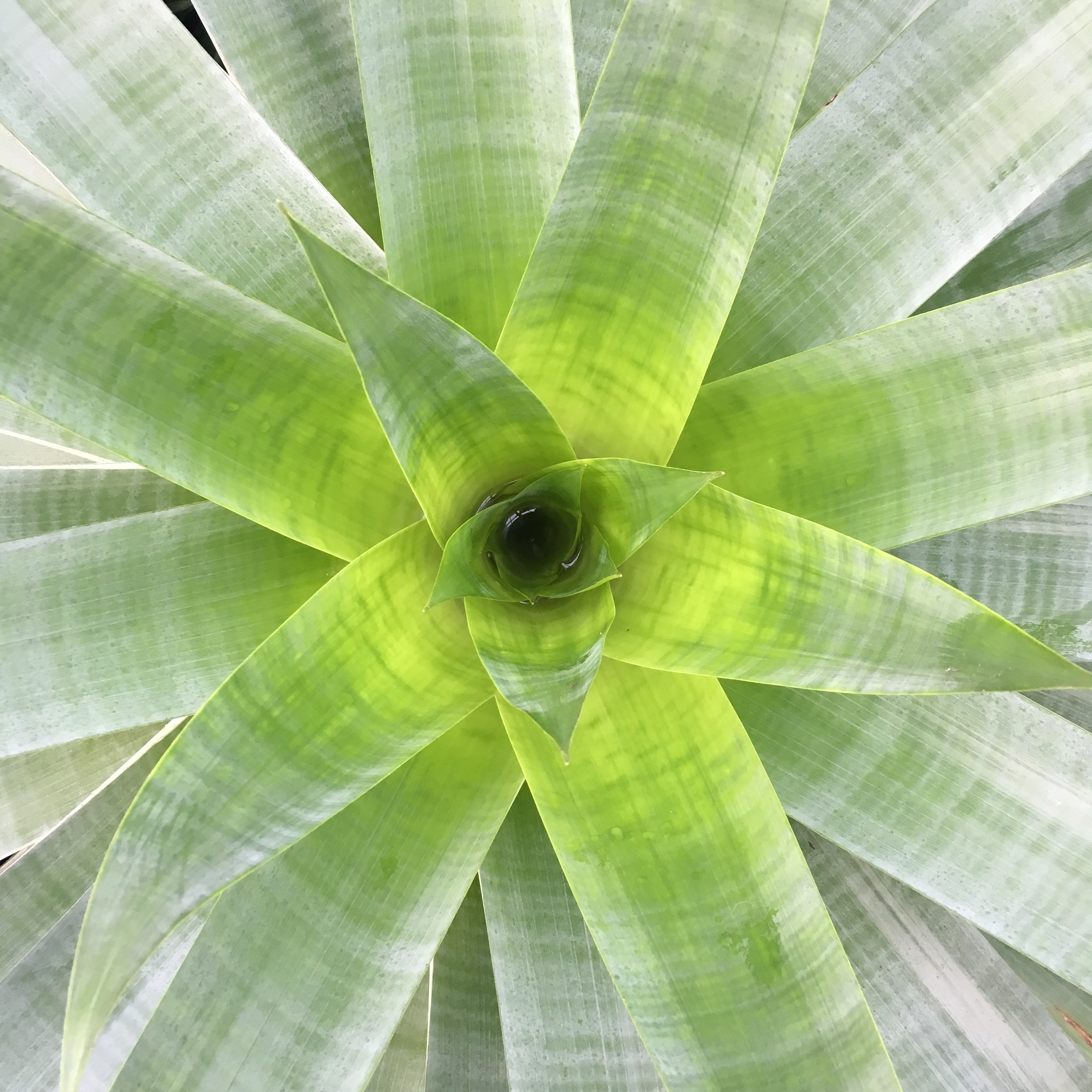
Vriesea incurvata

- Vriesea incurva (Griseb.) Read
- Vriesea incurvata Gaudich.
- Vriesea inflata (Wawra) Wawra
- Vriesea interrogatoria L.B.Sm.
- Vriesea itatiaiae Wawra

## J
- Vriesea johnstonii (Mez) L.B.Sm. & Pittendr.
- Vriesea jonesiana Leme
- Vriesea jonghei (K.Koch) É.Morren
- Vriesea joyae E.Pereira & I.A.Penna

## K
- Vriesea kautskyana E.Pereira & I.A.Penna
- Vriesea kentii H.Luther & K.F.Norton
- Vriesea koideae Rauh

## L
- Vriesea lancifolia (Baker) L.B.Sm.
- Vriesea languida L.B.Sm.
- Vriesea laxa Mez
- Vriesea leptantha Harms
- Vriesea lidicensis Reitz
- Vriesea lilliputiana Leme
- Vriesea limae L.B.Sm.
- Vriesea limonensis Rauh
- Vriesea linharesiae Leme & J.A.Siqueira
- Vriesea longicaulis (Baker) Mez
- Vriesea longiscapa Ule
- Vriesea longisepala A.F.Costa
- Vriesea longistaminea C.C.Paula & Leme
- Vriesea lubbersii (Baker) É.Morren ex Mez
- Vriesea lutheriana J.R.Grant

## M
- Vriesea macrostachya (Bello) Mez
- Vriesea maculosa Mez

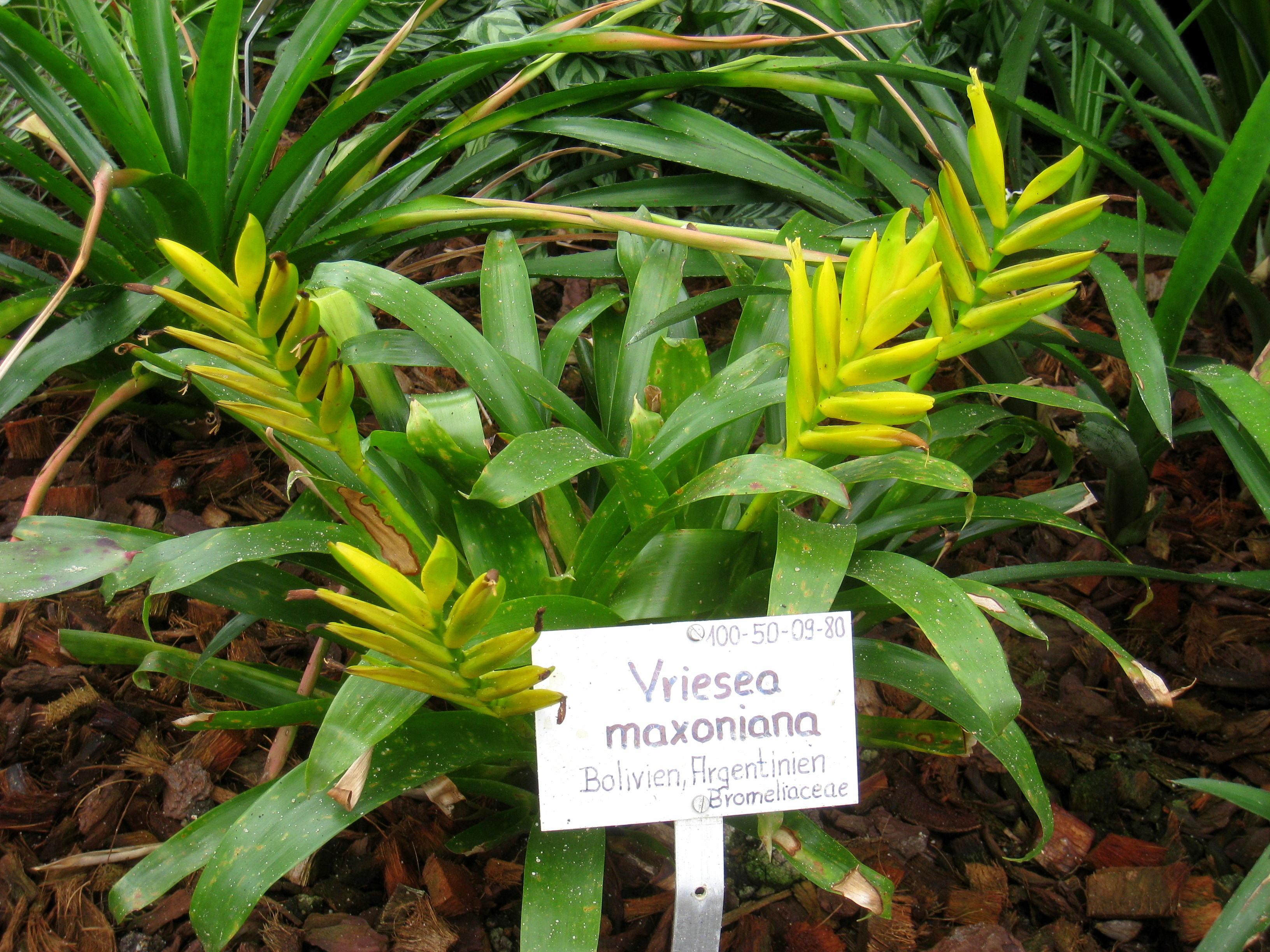
Vriesea maxoniana

- Vriesea magna F.P.Uribbe & A.F.Costa
- Vriesea maguirei L.B.Sm.
- Vriesea marceloi Versieux & T.Machado
- Vriesea maxoniana (L.B.Sm.) L.B.Sm.
- Vriesea medusa Versieux
- Vriesea melgueiroi I.Ramírez & Carnevali
- Vriesea menescalii E.Pereira & Leme
- Vriesea michaelii W.Weber
- Vriesea microrachis J.Gomes-da-Silva & A.F.Costa
- Vriesea mimosoensis D.R.Couto, Kessous & A.F.Costa
- Vriesea minarum L.B.Sm.
- Vriesea minor (L.B.Sm.) Leme
- Vriesea minuta Leme
- Vriesea minutiflora Leme
- Vriesea mitoura L.B.Sm.
- Vriesea modesta Mez
- Vriesea mollis Leme
- Vriesea monacorum L.B.Sm.
- Vriesea morreni Wawra
- Vriesea × morreniana É.Morren
- Vriesea mourae Kessous, B.Neves & A.F.Costa
- Vriesea muelleri Mez
- Vriesea myriantha (Baker) Betancur

## N
- Vriesea nanuzae Leme
- Vriesea neoglutinosa Mez

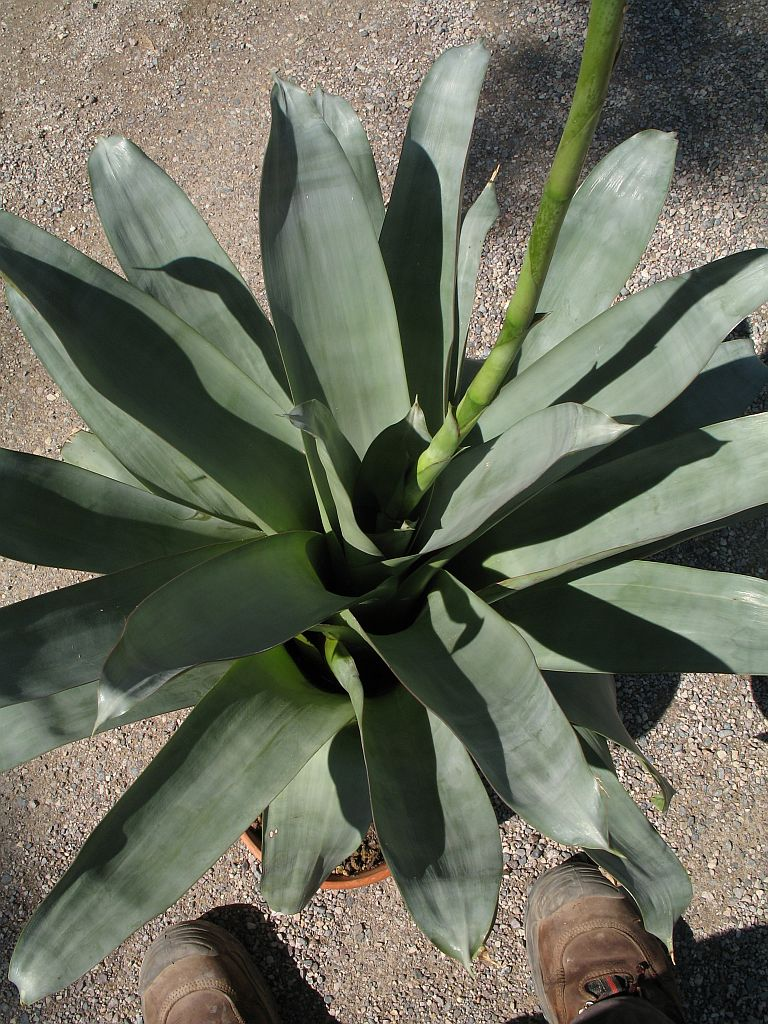
Vriesea nanuzae

- Vriesea noblickii Martinelli & Leme
- Vriesea nubicola Leme

## O
- Vriesea oligantha (Baker) Mez
- Vriesea olmosana L.B.Sm.
- Vriesea oxapampae Rauh

## P
- Vriesea pabstii McWill. & L.B.Sm.
- Vriesea paradoxa Mez
- Vriesea paraibica Wawra
- Vriesea paratiensis E.Pereira
- Vriesea pardalina Mez
- Vriesea parviflora L.B.Sm.
- Vriesea parvula Rauh

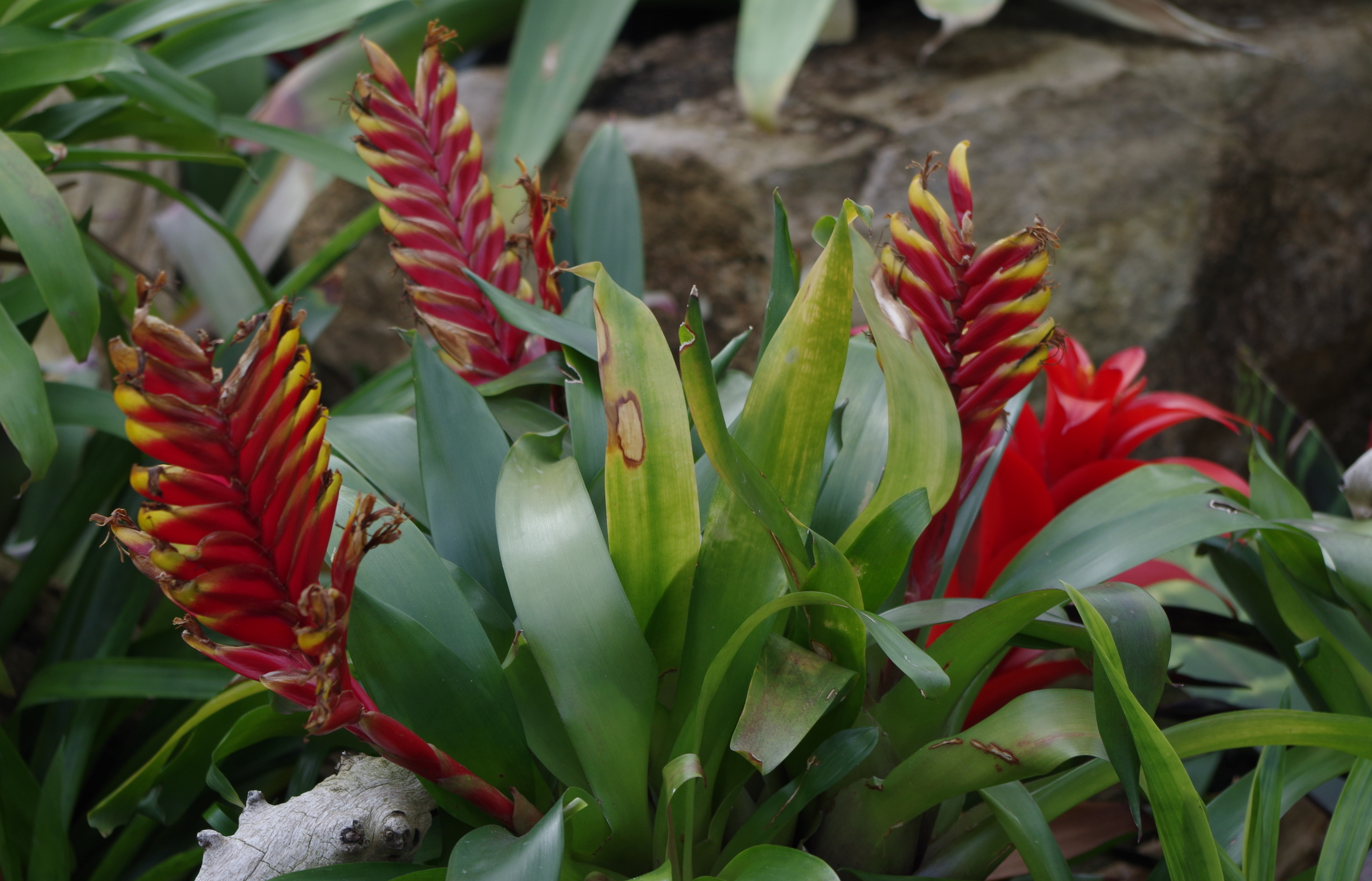
Vriesea platynema

- Vriesea pastuchoffiana Glaz. ex Mez
- Vriesea patula (Mez) L.B.Sm.
- Vriesea pauciflora Mez
- Vriesea pauperrima E.Pereira
- Vriesea penduliflora L.B.Sm.
- Vriesea penduliscapa Rauh
- Vriesea pereirae L.B.Sm.
- Vriesea pereziana (André) L.B.Sm.
- Vriesea petraea (L.B.Sm.) L.B.Sm.
- Vriesea philippocoburgii Wawra
- Vriesea pinottii Reitz
- Vriesea piscatrix Versieux & Wand.
- Vriesea platynema Gaudich.
- Vriesea platzmannii É.Morren
- Vriesea pleiosticha (Griseb.) Gouda
- Vriesea poenulata (Baker) É.Morren ex Mez
- Vriesea portentosa Leme
- Vriesea procera (Mart. ex Schult. & Schult.f.) Wittm.
- Vriesea pseudoatra Leme
- Vriesea pseudoligantha Philcox
- Vriesea psittacina (Hook.) Lindl.
- Vriesea pulchra Leme & L.Kollmann
- Vriesea punctulata E.Pereira & I.A.Penna

## R
- Vriesea racinae L.B.Sm.
- Vriesea rafaelii Leme
- Vriesea rastrensis Leme
- Vriesea rectifolia Rauh
- Vriesea recurvata Gaudich.
- Vriesea regnellii Mez
- Vriesea reitzii Leme & And.Costa
- Vriesea repandostachys Leme
- Vriesea × retroflexa É.Morren
- Vriesea revoluta B.R.Silva
- Vriesea rhodostachys L.B.Sm.
- Vriesea roberto-seidelii W.Weber
- Vriesea robusta (Griseb.) L.B.Sm.
- Vriesea rodigasiana É.Morren
- Vriesea roethii W.Weber

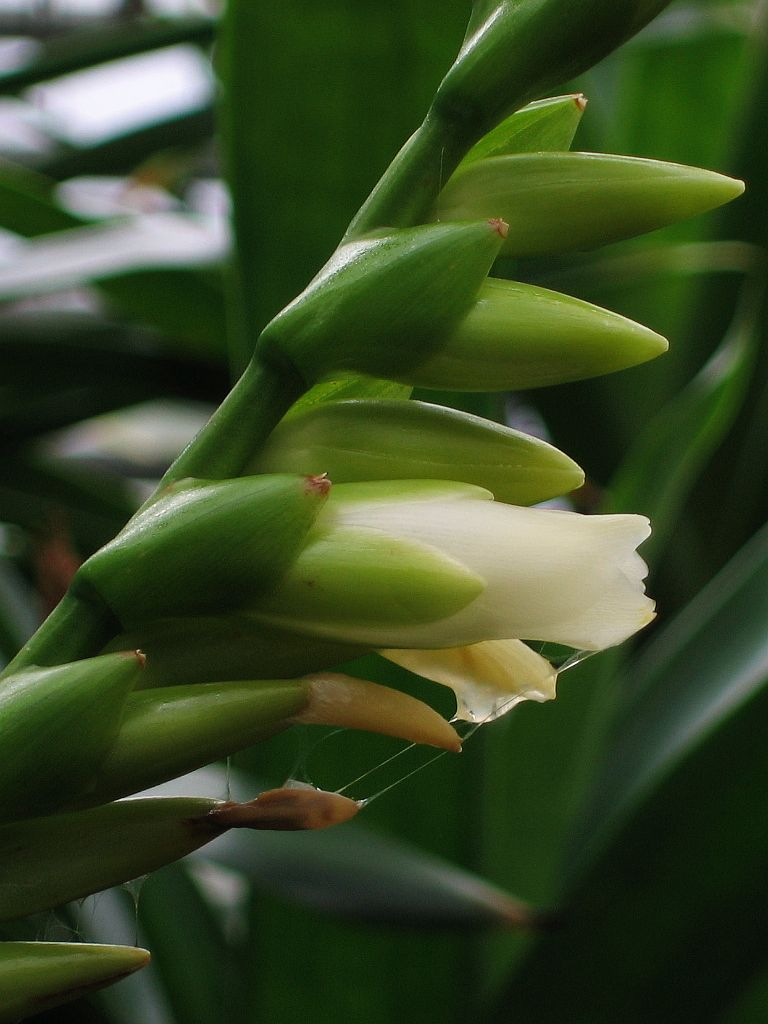
Vriesea roethii

- Vriesea rubens J.Gomes-da-Silva & A.F.Costa
- Vriesea rubra (Ruiz & Pav.) Beer
- Vriesea rubrobracteata Rauh
- Vriesea rubroviridis F.P.Uribbe & A.F.Costa
- Vriesea rubyae E.Pereira
- Vriesea ruschii L.B.Sm.

## S
- Vriesea sagasteguii L.B.Sm.
- Vriesea saltensis Leme & L.Kollmann
- Vriesea sanctaparecidae Leme

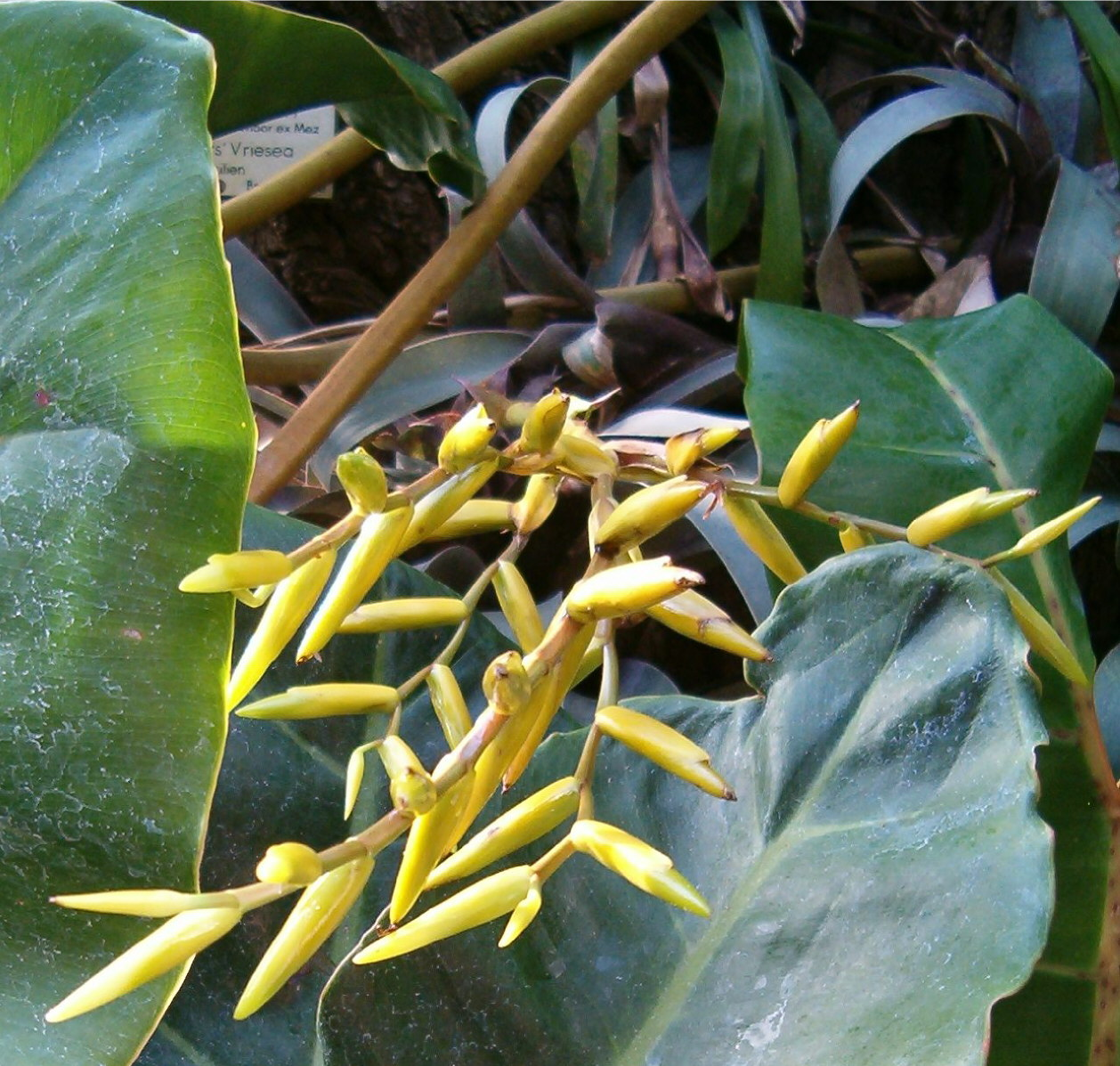
Vriesea saundersii

- Vriesea sanfranciscana Versieux & Wand.
- Vriesea santaleopoldinensis Leme & L.Kollmann
- Vriesea saundersii (Carrière) É.Morren
- Vriesea saxicola L.B.Sm.
- Vriesea sazimae Leme
- Vriesea scalaris É.Morren
- Vriesea sceptrum Mez
- Vriesea schultesiana L.B.Sm.
- Vriesea schunkii Leme
- Vriesea schwackeana Mez
- Vriesea secundiflora Leme
- Vriesea segadas-viannae L.B.Sm.
- Vriesea seideliana W.Weber
- Vriesea serrana E.Pereira & I.A.Penna
- Vriesea serranegrensis Leme
- Vriesea silvana Leme
- Vriesea simplex (Vell.) Beer
- Vriesea simulans Leme
- Vriesea sincorana Mez
- Vriesea singuliflora (Mez & Wercklé) L.B.Sm. & Pittendr.
- Vriesea skotakii H.Luther & K.F.Norton
- Vriesea socialis L.B.Sm.
- Vriesea sparsiflora L.B.Sm.
- Vriesea speckmaieri W.Till
- Vriesea stricta L.B.Sm.
- Vriesea strobeliae Rauh
- Vriesea sucrei L.B.Sm. & Read
- Vriesea sulcata L.B.Sm.
- Vriesea swartzii (Baker) Mez

## T

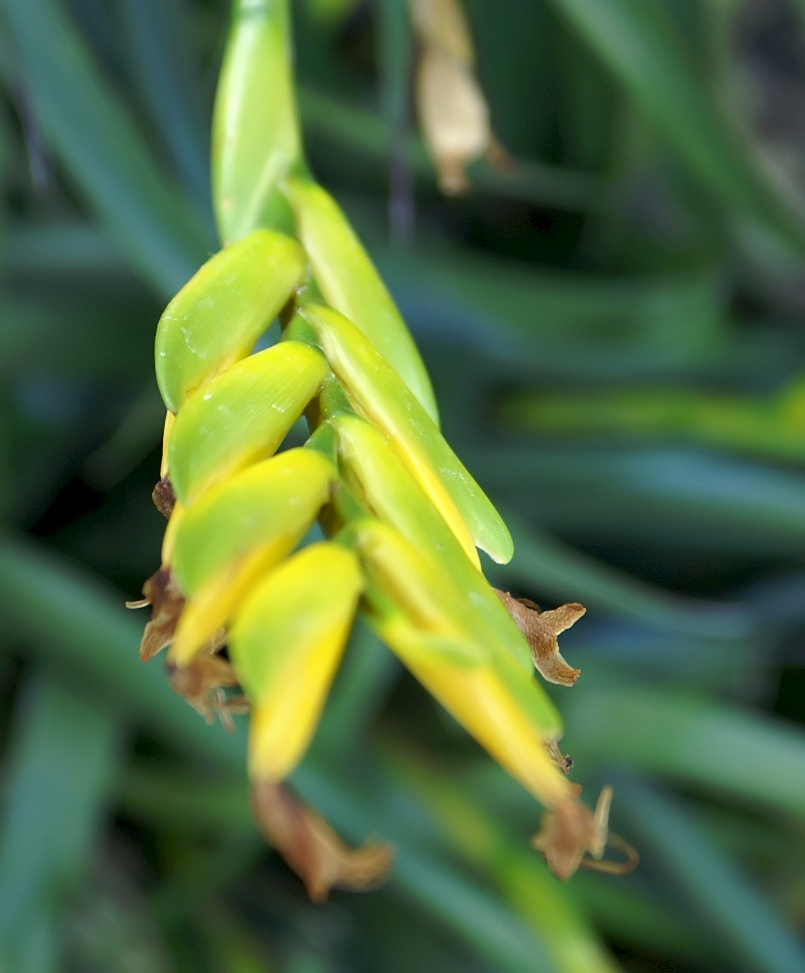
Vriesea triangularis

- Vriesea taritubensis E.Pereira & I.A.Penna
- Vriesea tequendamae (André) L.B.Sm.
- Vriesea teresopolitana Leme
- Vriesea thyrsoidea Mez
- Vriesea tijucana E.Pereira
- Vriesea tillandsioides L.B.Sm.
- Vriesea triangularis Reitz
- Vriesea triligulata Mez
- Vriesea tubipetala Leme & R.L.Moura

## U
- Vriesea unilateralis (Baker) Mez

## V
- Vriesea vagans (L.B.Sm.) L.B.Sm.
- Vriesea vellozicola Leme & J.A.Siqueira
- Vriesea vexata Leme
- Vriesea vexillata L.B.Sm.
- Vriesea vidalii L.B.Sm. & Handro
- Vriesea vulpinoidea L.B.Sm.

## W
- Vriesea wawrana Antoine
- Vriesea weberi E.Pereira & I.A.Penna
- Vriesea wuelfinghoffii Rauh & E.Gross
- Vriesea wurdackii L.B.Sm.

## Z
- Vriesea zamorensis (L.B.Sm.) L.B.Sm.
- Vriesea zildae R.L.Moura & A.F.Costa
- Vriesea zonata Leme & J.A.Siqueira

## Sinonimi obsoleti
- Vriesea amadoi Leme = Stigmatodon amadoi (Leme) Leme, G.K.Br. & Barfuss
- Vriesea amazonica (Baker) Mez = Werauhia gigantea (Mart. ex Schult. & Schult.f.) J.R.Grant
- Vriesea ampla L.B.Sm. = Werauhia ampla (L.B.Sm.) J.R.Grant
- Vriesea antillana L.B.Sm. & Pittendr. = Werauhia urbaniana (Mez) J.R.Grant
- Vriesea apiculata L.B.Sm. = Werauhia apiculata (L.B.Sm.) J.R.Grant
- Vriesea appariciana E.Pereira & Reitz = Stigmatodon apparicianus (E.Pereira & Reitz) Leme, G.K.Br. & Barfuss
- Vriesea attenuata L.B.Sm. & Pittendr. = Werauhia attenuata (L.B.Sm. & Pittendr.) J.R.Grant
- Vriesea balanophora (Mez) L.B.Sm. & Pittendr. = Werauhia balanophora (Mez) J.R.Grant
- Vriesea barii J.F.Morales = Werauhia barii (J.F.Morales) J.F.Morales
- Vriesea belloi Leme = Stigmatodon belloi (Leme) Leme, G.K.Br. & Barfuss
- Vriesea bi-beatricis Morillo = Lutheria bi-beatricis (Morillo) Barfuss & W.Till
- Vriesea bicolor L.B.Sm. = Werauhia bicolor (L.B.Sm.) J.R.Grant
- Vriesea bracteosa (Mez & Wercklé) L.B.Sm. & Pittendr. = Werauhia bracteosa (Mez & Wercklé) J.R.Grant
- Vriesea brasiliana L.B.Sm. = Alcantarea brasiliana (L.B.Sm.) J.R.Grant
- Vriesea brassicoides (Baker) Mez = Stigmatodon brassicoides (Baker) Leme, G.K.Br. & Barfuss
- Vriesea broadwayi L.B.Sm. = Werauhia broadwayi (L.B.Sm.) J.R.Grant
- Vriesea brunei Mez & Wercklé = Werauhia brunei (Mez & Wercklé) J.R.Grant
- Vriesea burgeri L.B.Sm. = Werauhia burgeri (L.B.Sm.) J.R.Grant
- Vriesea burle-marxii Leme = Alcantarea burle-marxii (Leme) J.R.Grant
- Vriesea camptoclada Mez & Wercklé = Werauhia camptoclada (Mez & Wercklé) J.F.Morales
- Vriesea capitata (Mez & Wercklé) L.B.Sm. & Pittendr. = Werauhia capitata (Mez & Wercklé) J.R.Grant
- Vriesea chrysostachys É.Morren = Goudaea chrysostachys (É.Morren) W.Till & Barfuss
- Vriesea costae B.R.Silva & Leme = Stigmatodon costae (B.R.Silva & Leme) Leme, G.K.Br. & Barfuss
- Vriesea cowellii (Mez & Britton) L.B.Sm. = Werauhia cowellii (Mez & Britton) J.R.Grant
- Vriesea croceana Leme & G.K.Br. = Stigmatodon croceanus (Leme & G.K.Br.) Leme, G.K.Br. & Barfuss
- Vriesea diantha H.E.Luther = Werauhia diantha (H.Luther) J.R.Grant
- Vriesea diffusa L.B.Sm. & Pittendr. = Werauhia laxa (Mez & Wercklé) J.R.Grant
- Vriesea dodsonii L.B.Sm. = Werauhia dodsonii (L.B.Sm.) J.R.Grant
- Vriesea dressleri Rauh = Werauhia dressleri (Rauh) J.R.Grant
- Vriesea duarteana L.B.Sm. = Alcantarea duarteana (L.B.Sm.) J.R.Grant
- Vriesea extensa L.B.Sm. = Alcantarea extensa (L.B.Sm.) J.R.Grant
- Vriesea farneyi Martinelli & And.Costa = Alcantarea farneyi (Martinelli & And.Costa) J.R.Grant
- Vriesea funebris L.B.Sm. = Stigmatodon funebris (L.B.Sm.) Leme, G.K.Br. & Barfuss
- Vriesea gastiniana Leme & G.K.Br. = Stigmatodon gastinianus (Leme & G.K.Br.) Leme, G.K.Br. & Barfuss
- Vriesea geniculata (Wawra) Wawra = Alcantarea geniculata (Wawra) J.R.Grant
- Vriesea gibba L.B.Sm. = Werauhia gibba (L.B.Sm.) J.R.Grant
- Vriesea gladioliflora (H.Wendl.) Antoine = Werauhia gladioliflora (H.Wendl.) J.R.Grant
- Vriesea glutinosa Lindl. = Lutheria glutinosa (Lindl.) Barfuss & W.Till
- Vriesea goniorachis (Baker) Mez = Stigmatodon goniorachis (Baker) Leme, G.K.Br. & Barfuss
- Vriesea graminifolia Mez & Wercklé = Werauhia graminifolia (Mez & Wercklé) J.R.Grant
- Vriesea guadelupensis (Baker) Mez = Werauhia guadelupensis (Baker) J.R.Grant
- Vriesea haberi J.F.Morales = Werauhia haberi (J.F.Morales) J.F.Morales
- Vriesea hainesiorum L.B.Sm. = Werauhia hainesiorum (L.B.Sm.) J.R.Grant
- Vriesea haltonii H.E.Luther = Werauhia haltonii (H.Luther) J.R.Grant
- Vriesea haplostachya (C.Wright) L.B.Sm. = Werauhia haplostachya (C.Wright) J.R.Grant
- Vriesea harrylutheri Leme & G.K.Br. = Stigmatodon harrylutheri (Leme & G.K.Br.) Leme, G.K.Br. & Barfuss
- Vriesea hatschbachii L.B.Sm. & Read = Waltillia hatschbachii (L.B.Sm. & Read) Leme, Barfuss & Halbritt.
- Vriesea hygrometrica (André) L.B.Sm. & Pittendr. = Werauhia hygrometrica (André) J.R.Grant
- Vriesea imperialis Carrière = Alcantarea imperialis (Carrière) Harms
- Vriesea kathyae Utley = Werauhia kathyae (Utley) J.R.Grant
- Vriesea kupperiana Suess. = Werauhia kupperiana (Suess.) J.R.Grant
- Vriesea latissima (Mez & Wercklé) L.B.Sm. & Pittendr. = Werauhia latissima (Mez & Wercklé) J.R.Grant
- Vriesea leptopoda L.B.Sm. & Pittendr. = Werauhia rubra (Mez & Wercklé) J.R.Grant
- Vriesea leucophylla L.B.Sm. = Werauhia leucophylla (L.B.Sm.) J.R.Grant
- Vriesea luis-gomezii Utley = Werauhia luis-gomezii (Utley) J.R.Grant
- Vriesea lyman-smithii Utley = Werauhia lyman-smithii (Utley) J.R.Grant
- Vriesea macrantha Mez & Wercklé = Werauhia macrantha (Mez & Wercklé) J.R.Grant
- Vriesea macrochlamys Mez & Wercklé = Werauhia macrochlamys (Mez & Wercklé) J.F.Morales
- Vriesea marnier-lapostollei L.B.Sm. = Werauhia marnier-lapostollei (L.B.Sm.) J.R.Grant
- Vriesea monstrum (Mez) L.B.Sm. = Jagrantia monstrum (Mez) Barfuss & W.Till
- Vriesea montana (L.B.Sm.) L.B.Sm. & Pittendr. = Werauhia montana (L.B.Sm.) J.F.Morales & Cerén
- Vriesea nahoumii Leme = Alcantarea nahoumii (Leme) J.R.Grant
- Vriesea nocturna Matuda = Werauhia nocturna (Matuda) J.R.Grant
- Vriesea notata L.B.Sm. & Pittendr. = Werauhia notata (L.B.Sm. & Pittendr.) J.R.Grant
- Vriesea nutans L.B.Sm. = Werauhia nutans (L.B.Sm.) J.R.Grant
- Vriesea ochracea Rauh & E.Gross = Werauhia ochracea (Rauh & E.Gross) J.R.Grant
- Vriesea odorata Leme = Alcantarea odorata (Leme) J.R.Grant
- Vriesea orjuelae L.B.Sm. = Werauhia orjuelae (L.B.Sm.) J.R.Grant
- Vriesea ororiensis (Mez) L.B.Sm. & Pittendr. = Werauhia ororiensis (Mez) J.R.Grant
- Vriesea osaensis J.F.Morales = Werauhia osaensis (J.F.Morales) J.F.Morales
- Vriesea ospinae H.E.Luther = Goudaea ospinae (H.Luther) W.Till & Barfuss
- Vriesea panamaensis E.Gross & Rauh = Werauhia panamaensis (E.Gross & Rauh) J.R.Grant
- Vriesea patzeltii Rauh = Werauhia patzeltii (Rauh) J.R.Grant
- Vriesea paupera (Mez & Sodiro) L.B.Sm. & Pittendr. = Werauhia paupera (Mez & Sodiro) J.R.Grant
- Vriesea pectinata L.B.Sm. = Werauhia pectinata (L.B.Sm.) J.R.Grant
- Vriesea pedicellata (Mez & Wercklé) L.B.Sm. & Pittendr. = Werauhia pedicellata (Mez & Wercklé) J.R.Grant
- Vriesea picta (Mez & Wercklé) L.B.Sm. & Pittendr. = Werauhia picta (Mez & Wercklé) J.R.Grant
- Vriesea pittieri Mez = Werauhia pittieri (Mez) J.R.Grant
- Vriesea plurifolia Leme = Stigmatodon plurifolius (Leme) Leme, G.K.Br. & Barfuss
- Vriesea pycnantha L.B.Sm. = Werauhia pycnantha (L.B.Sm.) J.R.Grant
- Vriesea regina (Vell.) Beer = Alcantarea regina (Vell.) Harms
- Vriesea ringens (Griseb.) Harms = Werauhia ringens (Griseb.) J.R.Grant
- Vriesea rugosa Mez & Wercklé = Werauhia rugosa (Mez & Wercklé) J.R.Grant
- Vriesea sanguinolenta Cogn. & Marchal = Werauhia sanguinolenta (Cogn. & Marchal) J.R.Grant
- Vriesea sintenisii (Baker) L.B.Sm. & Pittendr. = Werauhia sintenisii (Baker) J.R.Grant
- Vriesea soderstromii L.B.Sm. = Lutheria soderstromii (L.B.Sm.) Barfuss & W.Till
- Vriesea splendens (Brongn.) Lem. = Lutheria splendens (Brongn.) Barfuss & W.Till
- Vriesea stenophylla (Mez & Wercklé) L.B.Sm. & Pittendr. = Werauhia stenophylla (Mez & Wercklé) J.R.Grant
- Vriesea subandina (Ule) L.B.Sm. & Pittendr. = Cipuropsis subandina Ule
- Vriesea subsecunda Wittm. = Werauhia subsecunda (Wittm.) J.R.Grant
- Vriesea tarmaensis Rauh = Werauhia tarmaensis (Rauh) J.R.Grant
- Vriesea tiquirensis J.F.Morales = Werauhia tiquirensis (J.F.Morales) J.F.Morales
- Vriesea tonduziana L.B.Sm. = Werauhia tonduziana (L.B.Sm.) J.R.Grant
- Vriesea triflora L.B.Sm. & Pittendr. = Werauhia paniculata (Mez & Wercklé) J.R.Grant
- Vriesea tuerckheimii (Mez) L.B.Sm. = Zizkaea tuerckheimii (Mez) W.Till & Barfuss
- Vriesea umbrosa L.B.Sm. = Werauhia umbrosa (L.B.Sm.) J.R.Grant
- Vriesea uxoris Utley = Werauhia uxoris (Utley) J.R.Grant
- Vriesea vanhyningii L.B.Sm. = Werauhia vanhyningii (L.B.Sm.) J.R.Grant
- Vriesea verrucosa L.B.Sm. = Werauhia verrucosa (L.B.Sm.) J.R.Grant
- Vriesea vietoris Utley = Werauhia vietoris (Utley) J.R.Grant
- Vriesea vinicolor E.Pereira & Reitz = Alcantarea vinicolor (E.Pereira & Reitz) J.R.Grant
- Vriesea viridiflora (Regel) Wittm. ex Mez = Werauhia viridiflora (Regel) J.R.Grant
- Vriesea viridis (Mez & Wercklé) L.B.Sm. & Pittendr. = Werauhia viridis (Mez & Wercklé) J.R.Grant
- Vriesea vittata (Mez & Wercklé) L.B.Sm. & Pittendr. = Werauhia vittata (Mez & Wercklé) J.R.Grant
- Vriesea vulcanicola J.F.Morales = Werauhia vulcanicola (J.F.Morales) J.F.Morales
- Vriesea werckleana Mez = Werauhia werckleana  (Mez) J.R.Grant
- Vriesea williamsii L.B.Sm. = Werauhia williamsii (L.B.Sm.) J.R.Grant
- Vriesea woodsoniana L.B.Sm. = Werauhia woodsoniana (L.B.Sm.) J.R.Grant